# Dalešice, Jablonec nad Nisou
Dalešice là một làng thuộc huyện Jablonec nad Nisou, vùng Liberecký, Cộng hòa Séc.